# 阿布斯多夫
阿布斯多夫是奥地利下奥地利州图尔恩县的一个市镇。总面积15.96平方公里，总人口1773人，人口密度111.1人/平方公里（2005年）。